# Андреев, Сергей Вадимович
Серге́й Вади́мович Андре́ев (род. 26 июня 1958) — советский и российский дипломат. Чрезвычайный и полномочный посол Российской Федерации (2004).

## Биография
Образование: Московский государственный институт международных отношений (1980). Владеет португальским, английским, польским и французским языками.
На дипломатической работе с 1980 года.
В 1993—1995 годах — заместитель начальника — заведующий отделом Исполнительного секретариата МИД Российской Федерации.
В 1995—1998 годах — советник-посланник Посольства России в Португалии.
С 21 декабря 1999 по 14 августа 2002 года — чрезвычайный и полномочный посол Российской Федерации в Республике Ангола и Демократической Республике Сан-Томе и Принсипи по совместительству.
С 20 июня 2006 по 20 июля 2010 года — чрезвычайный и полномочный посол Российской Федерации в Королевстве Норвегия.
С 22 сентября 2010 по 26 августа 2014 года — директор Генерального Секретариата (Департамента) МИД Российской Федерации.
с 26 августа 2014 года по 25 июля 2025 года — чрезвычайный и полномочный посол Российской Федерации в Польше.

## Семья
Женат, двое детей.

## Инцидент в Варшаве
9 мая 2022 года во время возложения Андреевым цветов к мемориалу советским воинам в Варшаве участница акции солидарности с Украиной облила его жидкостью красного цвета. МИД России выразило протест и потребовало ещё одну церемонию, а глава Следственного комитета Александр Бастрыкин поручил провести расследование. МИД Польши выразило сожаление. Сам посол ответил, что на нём не кровь, а сироп, и это инсценировка — как и резня в Буче.

## Дипломатический ранг
- Чрезвычайный и полномочный посланник 2 класса (18 сентября 1996)[10]
- Чрезвычайный и полномочный посланник 1 класса (22 мая 2002)[11]
- Чрезвычайный и полномочный посол (28 декабря 2004)[12]

## Награды
- Орден Александра Невского (8 августа 2022) — за большой вклад в реализацию внешнеполитического курса Российской Федерации и многолетнюю добросовестную дипломатическую службу[13].
- Орден Почёта (10 сентября 2017) — за большой вклад в реализацию внешнеполитического курса Российской Федерации[14].
- Орден Дружбы (6 марта 2011) — за большой вклад в реализацию внешнеполитического курса Российской Федерации и многолетнюю добросовестную работу[15]